# Atari Anthology
Atari: 80 Classic Games in One! ist eine Spielesammlung mit Arcade-Spielen und Titeln für den Atari 2600. Sie wurde von Digital Eclipse entwickelt und von Atari Interactive 2003 für Microsoft Windows. Die Portierung für PlayStation 2 und Xbox erschien 2004 als Atari Anthology. 2015 wurde sie im Humble Store digital wiederveröffentlicht.

## Inhalt
Arcade-Spiele
1. Pong (1972)
2. Super Breakout (1978)
3. Asteroids (1979)
4. Lunar Lander (1979)
5. Battlezone (1980)
6. Centipede (1980)
7. Missile Command (1980)
8. Red Baron (1980)
9. Warlords (1980)
10. Asteroids Deluxe (1981)
11. Tempest (1981)
12. Black Widow (1982)
13. Gravitar (1982)
14. Liberator (1982)
15. Millipede (1982)
16. Space Duel (1982)
17. Crystal Castles (1983)
18. Major Havoc (1983)

Atari 2600
1. 3-D Tic-Tac-Toe
2. Adventure
3. Air-Sea Battle
4. Asteroids
5. Atari Video Cube
6. Backgammon
7. Battlezone
8. Blackjack
9. Bowling
10. Breakout
11. Canyon Bomber
12. Casino
13. Centipede
14. Circus Atari
15. Combat
16. Crystal Castles
17. Demons to Diamonds
18. Desert Falcon
19. Dodge 'Em
20. Double Dunk
21. Flag Capture
22. Football
23. Fun With Numbers
24. Golf
25. Gravitar
26. Hangman
27. Haunted House
28. Home Run
29. Human Cannonball
30. Math Gran Prix
31. Maze Craze
32. Millipede
33. Miniature Golf
34. Missile Command
35. Night Driver
36. Off the Wall
37. Outlaw
38. Quadrun
39. Radar Lock
40. RealSports Baseball
41. RealSports Football
42. RealSports Tennis
43. RealSports Volleyball
44. Sky Diver
45. Slot Machine
46. Slot Racers
47. Space War
48. Sprint Master
49. Star Raiders
50. Star Ship
51. Steeplechase
52. Stellar Track
53. Street Racer
54. Submarine Commander
55. Super Baseball
56. Super Breakout
57. Super Football
58. Surround
59. SwordQuest: EarthWorld
60. SwordQuest: FireWorld
61. SwordQuest: WaterWorld
62. Video Checkers
63. Video Chess
64. Video Olympics
65. Video Pinball
66. Warlords
67. Yars' Revenge

## Entwicklung
Im Zuge der Wiederveröffentlichung beantragte Atari die Streichung von River Raid von der Liste der jugendgefährdenden Medien und erreichte in einer Neuprüfung die Austragung.

## Rezeption
David Bergmann von PC Games bemerkte, dass sich die Sammlung ausschließlich an Nostalgiker richte. Thorsten Wiesner von golem.de hob den historischen Wert hervor. Trotz minimaler Details in Punkto Grafik und Geräuschen seien die Klassiker in Punkto Spielspaß modernen Titeln teils überlegen. Peter Grubmair von Gamezone.de kritisierte die Auswahl der Spiele. Für Ulrich Steppberger von M! Games seien trotz der hohen Anzahl von Spielen insgesamt die schlechteren Titel in der Überzahl. Bekannte modernere Titel wie Gauntlet fehlten etwa. Die Menüführung sei unhandlich.